# Chaumont-la-Ville
Chaumont-la-Ville település Franciaországban, Haute-Marne megyében. Lakosainak száma 114 fő (2022. január 1.). Chaumont-la-Ville Graffigny-Chemin, Malaincourt-sur-Meuse, Robécourt, Vrécourt, Champigneulles-en-Bassigny, Doncourt-sur-Meuse és Blevaincourt községekkel határos.

## Népesség
A település népességének változása:
| Lakosok száma | 159  | 143  | 132  | 122  | 116  | 115  | 116  | 116  | 115  | 114  |
|               | 1968 | 1982 | 1990 | 2006 | 2013 | 2015 | 2017 | 2019 | 2020 | 2022 |